# 奏疏

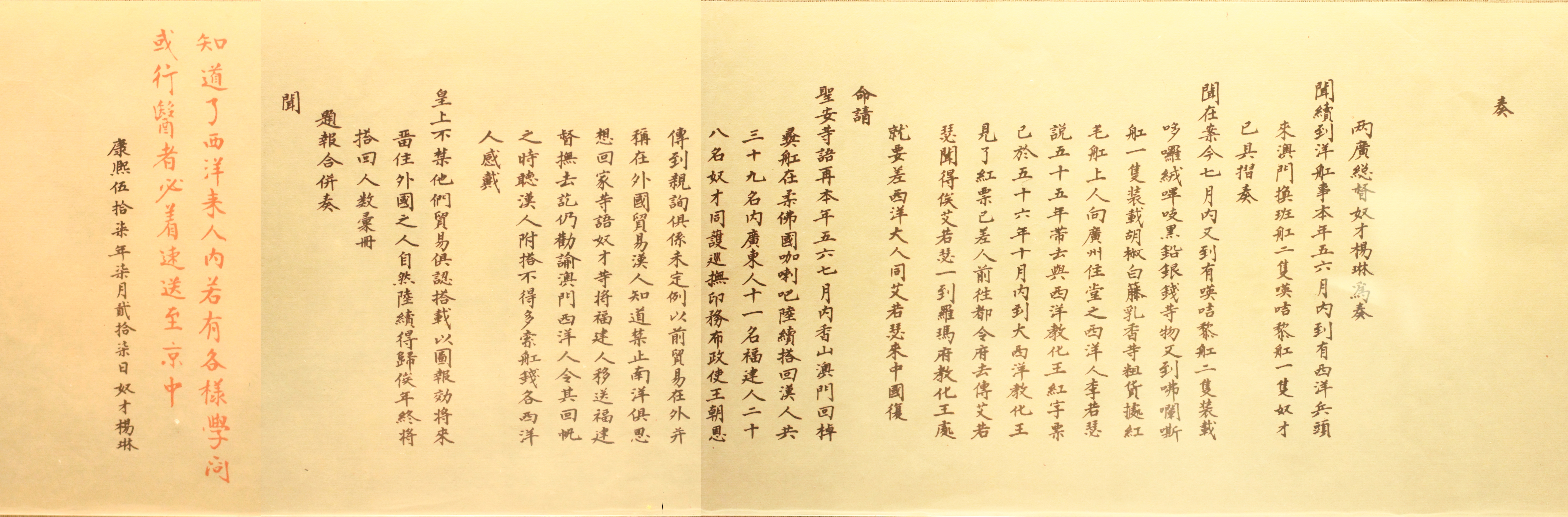
康熙五十七年兩廣總督楊琳關於廣州十三行的奏折

奏疏、章表，是東亞古代官吏書寫給君主的文书，皇帝用硃砂紅筆親手批諭後發還原奏人。章表分用以謝恩為「章」，用以陳述事實為「表」。奏疏的内容有多個種類，包括言事、对策、请安等。
明朝分題、奏、表、講章、書狀、文冊、揭帖、制對、露布與譯。 揭帖經「緘封」則稱為密揭，因不經內閣《實錄》並不記載這些密揭內容。密疏早在漢代就有，密揭則在明初與內閣制度一起形成 。密揭格式上類揭帖，形式上又像密疏，在明萬曆朝得到很大的應用。
明朝初年，形成密摺制度。清朝康熙帝新增奏摺，也称「摺子」，即密奏文書，可以由原奏人秘密直接呈遞皇帝而繞開內閣，皇帝通過秘密報告掌控全局，由此實現權力集於君主一身。

## 外部連結
- 「知道了：硃批奏摺展」 （页面存档备份，存于） - 國立故宮博物院